# Magurycz Duży
Magurycz Duży (777 m n.p.m.) – całkowicie zalesiony szczyt górski leżący wspólnie z Maguryczem Małym we wschodniej części Pasma Magurskiego, leżącym w paśmie górskim Beskidu Niskiego. Na wschodnim stoku znajduje się ciekawe osuwisko powstałe we wrześniu 1951 roku, z dwoma jeziorkami osuwiskowymi, do którego doprowadzono oznakowany szlak dojściowy. W XIX wieku w zboczach Magurycza Dużego czerpano surowiec z pokładów twardego piaskowca, przez kamieniarzy z pobliskich wsi m.in.: Bartne.